# Demenes pagasts
Demenes pagasts ou la paroisse de Demene est une unité administrative de Lettonie. Demenes pagasts est situé dans les Hautes terres du Daugavpils novads, près de la frontière lituanienne et biélorusse. Son centre administratif se trouve à Demene. Sa superficie est de 181,3 km2 (densité en 2005: 11,1 hab/km2) et il y a de nombreux lacs comme Riču ezers (12,83 km2) et Briģenes ezers (3,9 km2). 
Lors du recensement de 2000, elle comptait 2 098 habitants (dont 42,6 % de Russes, 26,5 % de Polonais, 15,3 % de Biélorusses, 11 % de Lettons, et 4,6 % d'autres nationalités). En 2005, la population est de 2 018 habitants (- 3,8 % en 5 ans). En 2010, la population est de 1 774 habitants.